# Enzo Millot
Enzo Camille Alain Millot (Lucé, 17 de julho de 2002) é um futebolista francês que atua como meia-atacante. Atualmente, joga pelo Al-Ahli.

## Carreira por clubes

### Mônaco
Em 30 de julho de 2019, Millot assinou seu primeiro contrato profissional com o Mônaco. Millot fez sua estreia profissional na derrota por 1 a 0 na Ligue 1 para o Brest, em 4 de outubro de 2020.

### VfB Stuttgart
Em 14 de agosto de 2021, Millot assinou um contrato de quatro anos com o VfB Stuttgart. Em 5 de abril de 2023, ele marcou seu primeiro gol pelo clube contra o 1. FC Nürnberg nas quartas de final da DFB-Pokal.
Em 12 de janeiro de 2024, Millot estendeu seu contrato com o VfB Stuttgart até junho de 2028.

## Vida pessoal
Millot nasceu na França e é descendente de malgaxes. Seu pai era um ex-jogador de futebol amador.

## Estatísticas de carreira
- Atualizado até 18 de maio de 2024[carece de fontes?]

| Clube             | Temporada         | Liga nacional        | Liga nacional | Liga nacional | Copa nacional | Copa nacional | Competições europeias | Competições europeias | Outros | Outros | Total | Total |
| Clube             | Temporada         | Divisão              | Jogos         | Gols          | Jogos         | Gols          | Jogos                 | Gols                  | Jogos  | Gols   | Jogos | Gols  |
| ----------------- | ----------------- | -------------------- | ------------- | ------------- | ------------- | ------------- | --------------------- | --------------------- | ------ | ------ | ----- | ----- |
| Monaco II         | 2019–20           | CFA 2                | 9             | 1             | —             | —             | —                     | —                     | —      | —      | 9     | 1     |
| Monaco            | 2020–21           | Ligue 1              | 2             | 0             | 1             | 0             | —                     | —                     | —      | —      | 3     | 0     |
| VfB Stuttgart II  | 2021–22           | Regionalliga Südwest | 2             | 0             | —             | —             | —                     | —                     | —      | —      | 2     | 0     |
| VfB Stuttgart     | 2021–22           | Bundesliga           | 6             | 0             | 0             | 0             | —                     | —                     | —      | —      | 6     | 0     |
| VfB Stuttgart     | 2022–23           | Bundesliga           | 23            | 0             | 4             | 2             | —                     | —                     | 2      | 2      | 29    | 4     |
| VfB Stuttgart     | 2023–24           | Bundesliga           | 31            | 5             | 4             | 1             | —                     | —                     | —      | —      | 35    | 6     |
| VfB Stuttgart     | Total             | Total                | 60            | 5             | 8             | 3             | —                     | —                     | 2      | 2      | 70    | 10    |
| Total na carreira | Total na carreira | Total na carreira    | 73            | 6             | 9             | 3             | 0                     | 0                     | 2      | 2      | 84    | 11    |

## Títulos
VfB Stuttgart
- Copa da Alemanha: 2024–25[6]

França Sub-17
- Terceiro lugar na Copa do Mundo Sub-17 da FIFA: 2019[7]

Individuais
- Equipe do Torneio do Campeonato Europeu de Futebol Sub-17:2019[8]